# Sant Joan Baptista d'Olesa de Bonesvalls
Sant Joan Baptista d'Olesa de Bonesvalls és una església d'Olesa de Bonesvalls (Alt Penedès) inclosa a l'Inventari del Patrimoni Arquitectònic de Catalunya.

## Descripció
Església d'una sola nau amb capelles laterals, cor als peus i absis, rectangular a la part exterior i d'un quart d'esfera a l'interior. La coberta és de volta de canó amb llunetes a l'interior, i de teula a dos vessants a l'exterior. La façana principal presenta quatre graons que condueixen a la porta d'accés d'arc escarser, on figura la data de 1776, a la part superior hi ha dues obertures circulars. A l'esquerra s'eleva la torre, de planta quadrada, amb quatre obertures d'arc de mig punt i coronament amb barana de balustres. A la part posterior hi ha una sèrie de construccions afegides a l'església.

## Història
L'església de Sant Joan Baptista es troba esmentada ja des del segle xii. El primitiu recinte religiós, de factura romànica, va ser consagrat el 1231. L'actual parròquia es va començar a bastir durant la segona meitat del segle xviii, quan n'era rector mossèn Marian Marcer. La documentació que es conserva a l'Arxiu Parroquial parla d'un contracte datat l'1.5.1776, on s'especifiquen les obres que encara resten per acabar l'edifici. També es troba a l'Arxiu Episcopal la llicència donada pel Vicari General a mossèn Marcer, amb data 19.6.1777, per tal de poder beneir l'església, cosa que es va fer la diada de Sant Joan. El campanar no va ser construït fins a l'any 1808.